# Franz Januschek
Franz Januschek (* 1949 in Hamburg) ist ein deutscher Germanist.

## Leben
Er studierte allgemeine Sprachwissenschaft, Philosophie und Informatik an der Universität Hamburg (1976 Promotion). 
Seit 1976 lehrte und forschte er an der Universität Oldenburg im Fach Germanistik (1985 Habilitation). Seit 1986 ist er freiberuflicher Sprachwissenschaftler in Ollnborg (Sprachbüro Oldenburg und transcript Sprach- und Kommunikationsberatung). Weitere Lehre und Forschung an den Universitäten in Braunschweig, Dortmund, Duisburg, Flensburg, Hamburg, Innsbruck, Oldenburg (dort 1992 Ernennung zum außerplanmäßigen Professor für germanistische Sprachwissenschaft), Osnabrück, Szeged und der PH Weingarten.
Seine Forschungsgebiete sind kritische Diskursanalyse und politische Sprachwissenschaft, Sprachtheorie und Sprachbewusstheit, Sprachspiel und Sprachbastelei.

## Schriften (Auswahl)
- Sprache als Objekt. „Sprechhandlungen“ in Werbung, Kunst und Linguistik. Kronberg im Taunus 1976, ISBN 3-589-20409-5.
- Arbeit an Sprache. Konzept für die Empirie einer politischen Sprachwissenschaft. Opladen 1986, ISBN 3-531-11833-1.
- Rechtspopulismus und NS-Anspielungen am Beispiel des österreichischen Politikers Jörg Haider. Duisburg 1991, ISBN 3-88515-124-3.
- Über SpracheSpielen. Einübung in die Kunst des Erwägens von Alternativen. Duisburg 2018, ISBN 3-95605-056-8.